# Schaller (Iowa)
Schaller ist eine Kleinstadt (mit dem Status „City“) im Sac County im US-amerikanischen Bundesstaat Iowa. Das U.S. Census Bureau hat bei der Volkszählung 2020 eine Einwohnerzahl von 729 ermittelt.

## Geografie
Schaller liegt im mittleren Nordwesten Iowas am Halfway Creek, der über den Maple River und den Little Sioux River zum Einzugsgebiet des Missouri Rivers gehört.
Das Stadtgebiet erstreckt sich über eine Fläche von 3,26 km² und liegt in der Eureka Township.
Nachbarorte von Schaller sind Alta (22 km nördlich), Storm Lake (22,9 km nordöstlich), Nemaha (19,2 km östlich), Early (20,4 km ostsüdöstlich) und Galva (11 km westlich).
Die nächstgelegenen größeren Städte sind Iowas Hauptstadt Des Moines (250 km südöstlich), Kansas City in Missouri (444 km südlich), Nebraskas größte Stadt Omaha (187 km südwestlich), Sioux City (98,9 km westlich), South Dakotas größte Stadt Sioux Falls (242 km nordwestlich), die Twin Cities in Minnesota (Minneapolis und Saint Paul) (404 km nordöstlich) und Cedar Rapids (340 km ostsüdöstlich).

## Verkehr
Etwa einen Kilometer südlich von Schaller verläuft von West nach Ost der U.S. Highway 20. Entlang des östlichen Stadtrandes verläuft in Nord-Süd-Richtung der Iowa Highway 110. Alle weiteren Straßen sind untergeordnete, teils unbefestigte Fahrwege und innerörtliche Verbindungsstraßen.
Mit dem Storm Lake Municipal Airport befindet sich 14,5 km nordnordöstlich ein kleiner Flugplatz für die Allgemeine Luftfahrt. Die nächsten Verkehrsflughäfen sind der Des Moines International Airport (260 km südöstlich), das Eppley Airfield in Omaha (196 km südwestlich), der Sioux Gateway Airport in Sioux City (114 km westlich) und der Sioux Falls Regional Airport (247 km nordwestlich).

## Geschichte
Die Stadt Schaller wurde im Jahr 1879 mit dem Bau einer Eisenbahnstation der North Western Transportation gegründet. Der nach dem deutschen Einwanderer Phillip Schaller benannte Ort wurde 1882 als selbstständige Kommune inkorporiert. Die Stadt entwickelte sich zu einem Handelszentrum für die umliegenden Farmen, die nach dem Bau der Eisenbahn von Einwanderern aus dem Osten und aus Europa angelegt wurden. Im 20. Jahrhundert entstand eine kleine verarbeitende Industrie für landwirtschaftliche Güter. In den 1970er Jahren wurde die Eisenbahn stillgelegt.

## Bevölkerung
Nach der Volkszählung im Jahr 2010 lebten in Schaller 772 Menschen in 318 Haushalten. Die Bevölkerungsdichte betrug 228,5 Einwohner pro Quadratkilometer. In den 318 Haushalten lebten statistisch je 2,43 Personen.
Ethnisch betrachtet setzte sich die Bevölkerung zusammen aus 93,5 Prozent Weißen, 0,1 Prozent (eine Person) Afroamerikanern, 0,1 Prozent (eine Person) amerikanischen Ureinwohnern, 0,1 Prozent (eine Person) Polynesiern, 0,3 Prozent Asiaten sowie 3,0 Prozent aus anderen ethnischen Gruppen; 2,8 Prozent stammten von zwei oder mehr Ethnien ab. Unabhängig von der ethnischen Zugehörigkeit waren 9,6 Prozent der Bevölkerung spanischer oder lateinamerikanischer Abstammung.
27,2 Prozent der Bevölkerung waren unter 18 Jahre alt, 56,0 Prozent waren zwischen 18 und 64 und 16,8 Prozent waren 65 Jahre oder älter. 50,8 Prozent der Bevölkerung waren weiblich.
Das mittlere jährliche Einkommen eines Haushalts lag im Jahr 2014 bei 41.125 USD. Das Pro-Kopf-Einkommen betrug 21.616 USD. 8,4 Prozent der Einwohner lebten unterhalb der Armutsgrenze.

## Persönlichkeiten
- Wayne D. Bennett (1927–2015), Politiker